# ファーストフード店の一覧

ファーストフード店の一覧（ファーストフードてんのいちらん）は、世界のファーストフード店をまとめた記事である。ここでは、ハンバーガーやピザ、ドーナッツなどをメニューの定番とするファーストフード店（一部ファストカジュアル店を含む）を国ごとに一覧としている。
また、1度述べたレストランでも、展開している国がある場合は、複数、述べる場合がある。国は本社・本店所在地とする。

## 複数の国に展開している店
- ウェンディーズ
- ザックスデイズ
- サブウェイ
- ジョリビー
- バーガーキング
- クアアイナ
- タコベル（テクス・メクス料理）
- ダンキンドーナツ
- デイリークイーン
- トルティーヤ
- バックヤードバーガー
- ポパイズ・ルイジアナ・キッチン

## 日本

### ハンバーガー・フライドチキン
- 日本マクドナルド
- モスバーガー
- ロッテリア
- 日本ケンタッキー・フライド・チキン
- ファーストキッチン
- フレッシュネスバーガー
- ドムドムハンバーガー
- バーガーキング

### ピザ
- シカゴピザファクトリー
- ストロベリーコーンズ
- スバーロ
- ピザ・カリフォルニア
- ピザーラ
- ドミノ・ピザ
- 日本ピザハット

### そば・うどん
- 小諸そば
- 名代富士そば
- 箱根そば
- 都そば
- ゆで太郎
- つるとんたん
- なか卯
- はなまるうどん
- 丸亀製麺
- サガミ
- 山田うどん

### ファミリーレストラン
- ココスジャパン
- すかいらーくグループ
- びっくりドンキー
- ブロンコビリー
- ビッグボーイジャパン
- ステーキ宮
- サイゼリヤ

### 丼物
- 金子半之助
- 牛丼太郎
- ザ・どん
- SRSホールディングス
- すき家
- 松屋フーズ
- 吉野家
- かつや
- 天丼てんや
- 東京チカラめし
- どん亭
- どんどん庵
- 名代宇奈とと
- やよい軒

### カレーライス
- CoCo壱番屋
- カレーショップC&C
- ゴーゴーカレー
- チャンピオンカレー

### 中華料理
- バーミヤン
- 餃子の王将
- 大阪王将
- ぎょうざの満洲
- 珉珉
- 来来亭
- 幸楽苑

### お好み焼き・たこ焼き
- 甲賀流
- じゃんぼ総本店
- 築地銀だこ
- 道とん堀

### ドーナツ・アイスクリーム
- ミスタードーナツ
- B-Rサーティワンアイスクリーム
- ハーゲンダッツジャパン

### 寿司
- スシロー
- くら寿司
- かっぱ寿司
- はま寿司
- 元気寿司
- にぎりの徳兵衛
- 銀のさら

### ラーメン
- 8番らーめん
- あぁ博多人情
- 味千ラーメン
- 味の時計台
- あじへい
- 一蘭
- 壱角家
- 一刻魁堂
- おおぎやラーメン
- どうとんぼり神座
- 元祖ニュータンタンメン本舗
- 希望軒
- 九州じゃんがら
- 九州筑豊ラーメン山小屋
- 金久右衛門
- くるまやラーメン
- 幸楽苑
- 古久家
- 古潭
- 彩華ラーメン
- 白樺山荘
- スガキヤ
- すわき後楽中華そば
- 第一旭
- 太陽のトマト麺
- 中華そば青葉
- ちりめん亭
- 天下一品
- 天理スタミナラーメン
- 東大
- 特一番
- どさん子
- なんつッ亭
- にんたまラーメン
- 博多一幸舎
- 博多一風堂
- 博多三氣
- 博多風龍
- 博多天神
- 東麺房
- 日高屋
- 風風ラーメン
- 福しん
- 藤一番
- 節骨麺たいぞう
- 風来軒
- 丸源ラーメン
- むつみ屋
- 無鉄砲
- 麺屋武蔵
- 蒙古タンメン中本
- 山岡家
- 揚州商人
- 吉村家
- らあめん花月嵐
- らーめん山頭火
- ラーメンさんぱち
- ラーメンショップ
- ラーメン二郎
- らーめん世界
- ラーメン堂仙台っ子
- ラーメン魁力屋
- ラーメンとん太
- らーめん八角
- らーめんふぁみりー
- ラーメン福
- ラーメン横綱
- 来来亭
- 六厘舎
- ラー麺ずんどう屋

### ちゃんぽん
- リンガーハット
- ちゃんぽん亭総本家

### コーヒー
- スターバックスコーヒージャパン
- ドトールコーヒー
- コメダ珈琲店
- シャトレーゼ
- ディッパーダン
- タリーズコーヒージャパン

### 弁当
- ほっかほっか亭
- ほっともっと
- 本家かまどや
- オリジン弁当
- どんどん
- ベントマン
- くいしんぼ如月

## アメリカ・カナダ
- アービーズ（ローストビーフサンドイッチ）
- In-N-Out Burger
- ウェンディーズ
- カールスジュニア
- キャプテンD
- クイズノス・サブ
- クリスタルバーガー
- クリスピー・クリーム・ドーナツ
- サブウェイ
- シェーキーズ
- ジャック・イン・ザ・ボックス
- タコベル（テクス・メクス料理）
- ディックス
- ティムホートンズ
- クアアイナ
- バーガーキング
- パンダエクスプレス（中華料理）
- ポパイズ・ルイジアナ・キッチン
- ホワイト・キャッスル
- ヤム・ブランズ
- ロング・ジョン・シルヴァース
- Whataburger

## イギリス
- ウインピー
- ウェンディーズ
- グレッグス
- サブウェイ
- タコベル
- トルティーヤ
- バーガーキング
- パパ・ジョンズ・ピザ
- ヨー!スーシ
- わさび

## スウェーデン
- マックスハンバーガー

## 台湾
- 三商巧福
- 永和世界豆漿大王
- 丹丹漢堡（台南市、高雄市、屏東県のみ

## 中国
- ディコス（徳克士）

## ドイツ
- ノルトゼー

## ブラジル
- Bob's
- Habib's

## 香港
- 大家楽（カフェドコラル）
- 大快活

## フィリピン
- ジョリビー（Jollibeeコーポレーションとして）
- チョーキング - 中華料理系の飲食店
- グリーンニッチ ピザ&パスタ - ピザとパスタ系の飲食店
- マング・イナサル - 焼き鳥やバーベキュー系の飲食店
- レッドリボン - ケーキ屋

## ロシア
- クローシュカ・カルトーシュカ